# Холместранн
Холместранн (норв. Holmestrand) — коммуна в губернии Вестфолл в Норвегии. Административный центр коммуны — город Холместранн. Официальный язык коммуны — букмол. Население коммуны на 2020 год составляло 24.699 чел. Площадь коммуны Холместранн — 86,1 км², код-идентификатор — 0702. Холместранд состоит из 15 почтовых зон.

## История населения коммуны
Население коммуны за последние 60 лет.